# Дебатік Цуррі
Дебатік Цуррі (алб. Debatik Curri, * 28 грудня 1983, Луг, Подуєво, САК Косово, СФРЮ) — албанський футболіст, захисник, колишній гравець національної збірної Албанії та національної збірної Косова.

## Клубна кар'єра
Виступи на професійному рівні розпочав 2003 року у клубі «Приштина», що змагається у чемпіонаті Косова.
До полтавської «Ворскли» перейшов на початку 2005 року. У чемпіонатах України дебютував 1 березня того ж року у грі проти запорізького «Металурга», перемога 1:0. Усього провів у складі «Ворскли» у чемпіонатах України 148 ігор, 18 разів відзначався забитими голами.
У червні 2010 року гравець перейшов до представника турецької Суперліги клубу «Генчлербірлігі» з Анкари, уклавши з ним контракт терміном 3 роки.
На початку серпня 2013 року стало відомо про офіційне повернення Дебатіка в Україну. Цуррі на правах вільного агента підписав контракт з ужгородською Говерлою, але провівши лише 5 матчів в чемпіонаті, через конфлікт з головним тренером В'ячеславом Грозним перестав потрапляти в заявку на матч і вже на початку 2014 року на правах вільного агента перейшов в «Севастополь».
У червні 2016 року повернувся до «Приштини».

## Виступи за збірну
2006 року, невдовзі після отримання албанського громадянства, почав викликатися до національної збірної Албанії. Гравець основного складу збірної, наразі має в активі 42 гри та один забитий гол у формі головної команди Албанії.

## Досягнення
Гравець
- Володар Кубка України (1): 2008–2009
- Володар Суперкубка Косова (1): 2016
- Володар Кубка Косова (1): 2017–2018

Тренер
- Володар Кубка Косова (1): 2022–2023